# Nattbuss

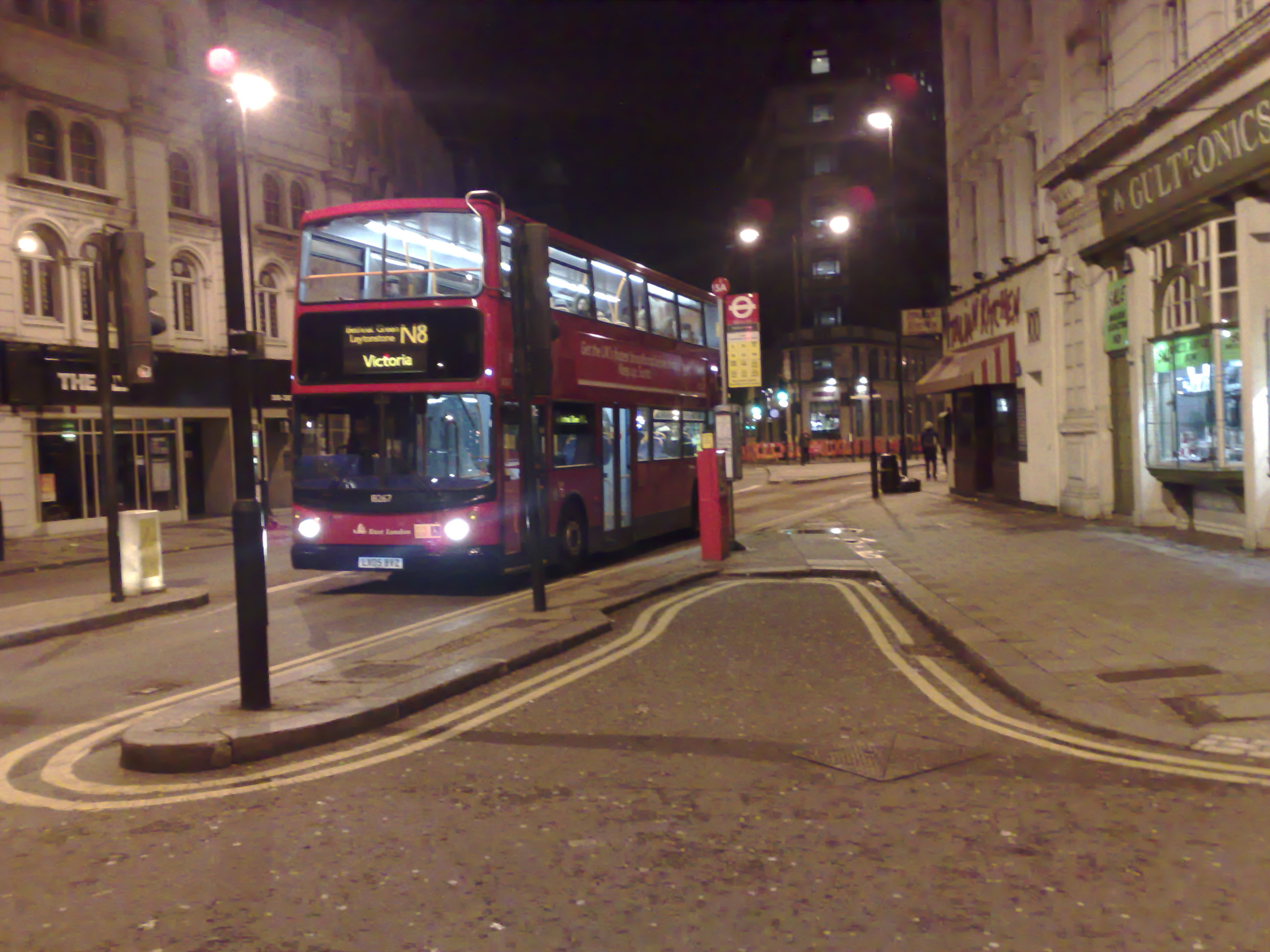
En nattbuss i London, november 2007.

En nattbuss är en buss som rör sig i linjetrafik under nattetid. Oftast brukar nattbussarna börja rulla vid 00:00, och slutar rulla ungefär 06:00 på morgonen.

## I populärkulturen
Filmen Nattbuss 807, handlar just om en händelse på en nattbuss. Även Randy Travis sång Three Wooden Crosses skildrar en färd med sådan buss.